# Аскарова Сафіят Нухбеківна
Сафіят Нухбековна Аскарова (1907, Ахти, Дагестан — 1955, Москва) — перша кіноактриса Дагестану, зірка німого кіно.

## Біографія
Сафіят Аскарова народилася 1907 року у селищі Ахти Самурського округу Дагестанської області. Творчі нахили Сафіят простежувалися вже в дитинстві — вона захоплювалася музикою, хореографією, образотворчим мистецтвом.
Сафіят зростала у творчій сім'ї, її батько Нухбек Аскаров був художником Ахтинського театру. Рідним братом був засновник дагестанського скульптурного мистецтва Хасбулат Аскар-Саріджа. Інший брат, Бейбулат Аскаров, займався художнім оформленням вистав, виготовляв декорації, став згодом режисером, директором азербайджанської студії кінохроніки. Третій брат Асланбей був довгі роки кінооператором Мосфільму. Сестра Саррет теж була актрисою. Її дід Аліскер шив театральні костюми.
У 1914 році Сафіят разом із тіткою Саяд зіграли жіночі ролі у виставах «Молодість» та «Перший винокур», через що була змушена залишити рідне селище під тиском консервативної громадської думки . У 1925 році, перебуваючи в гостях у брата Хасбулата в Махачкалі, Сафіят зустрілася з кіногрупою Ленінградської кінофабрики, яка збиралася знімати кіноповість «Під владою адата» за сценарієм казахського письменника Абая Кунанбаєва. Зустріч виявилася доленосною для Сафіят, яка визначила її першу професійну роль кіно. Зіграти роль у фільмі запропонував режисер кіногрупи В. Касьянов. Гра Сафіят Аскарової у цьому фільмі справила враження на режисера Юрія Тарича, який запросив її до Москви на зйомки. Завдяки цьому відбулася її яскрава роль у фільмі «Крила холопа» («Іван Грозний»), який привернув велику увагу критиків у СРСР і за кордоном. 1938 року Сафіят Аскарова серйозно захворіла і перестала зніматися в кіно. З 1939 року працювала артисткою Московського театру ім. Є. Вахтангова. Померла Сафіят Аскарова в 1955 від важкої хвороби . Похована у Москві на Ваганьківському цвинтарі. Була одружена, але дітей не було.

## Творчість
Вперше Сафіят Аскарова вийшла на сцену 1914 року в театрі рідного селища Ахти. Першу роль у кіно зіграла у 1925 році у картині «Під владою адата». Пізніше, після закінчення кінокурсів, Сафіят Аскарова почала працювати в кіностудії Мосфільм. У 1926 році вона знялася в картині Юрія Тарича «Крила холопа» («Іван Грозний»), де зіграла роль цариці Марії Темрюківни. У 1927 році С. Аскарова знялася в головній ролі картини Михайла Авербаха «Чадра», випущеної кіностудією «Узбекфільм». 1930 року Сафіят знялася у фільмі «Золотий кущ», а 1931-го у фільмі «Перша комсомольська». У вересні 1934 року Сафіят Аскарова була запрошена для зйомок у картині «В'язні» на тему Біломорбуду. 13 років своєї творчості Сафіят Аскарова присвятила німому кіно. У роки німецько-радянської війни вона разом із чоловіком у складі кінобригади виступала перед воїнами Червоної Армії на багатьох ділянках фронту.

## Цікаві факти
Говорять, після перегляду фільму «Чадра» 90 тисяч узбечок скинули з себе чадру.

## Ушанування пам'яті
9 квітня 2015 року в Московському будинку національностей відбувся вечір пам'яті, присвячений відомій балерині Великого театру Аллі Джаліловій та першій кіноактрисі Дагестану, зірці німого кіно Сафіят Аскаровій. Захід пройшов у рамках проєкту «Знамениті жінки Дагестану».